# Liu Mingzu
Liu Mingzu (chinesisch 刘明祖; * September 1936 in Weihai, Provinz Shandong; † 28. Dezember 2022) war ein chinesischer Politiker der Kommunistischen Partei Chinas (KPCh), der unter anderem zwischen 1994 und 2001 Sekretär des Parteikomitees der KPCh der Autonomen Region Innere Mongolei war.

## Leben
Liu Mingzu, Angehöriger des Han-Volkes, wurde 1959 Mitglied der KPCh und war nach Abschluss des Junior College zwischen 1960 und 1967 stellvertretender Direktor des Büros des Stadtkomitees der KPCh von Weihai sowie zeitgleich stellvertretender Sekretär dieses Parteikomitees. Zum Ende der Kulturrevolution wurde er 1974 Sekretär des Stadtkomitees der KPCh von Weihai und bekleidete diese Funktion bis 1979. Im Anschluss fungierte er von 1979 bis 1982 als Sekretär des Parteikomitees der KPCh der kreisfreien Stadt Rushan sowie zwischen 1982 und 1983 als stellvertretender Sekretär des Parteikomitees der bezirksfreien Stadt Yantai. Nachdem er zwischen 1983 und 1986 ein Studium an der Parteischule der Provinz Shandong absolviert hatte, war er von 1986 bis 1988 Sekretär des Parteikomitees der bezirksfreien Stadt Linyi. Im Anschluss fungierte er von 1988 bis 1994 als stellvertretender Sekretär des Komitees der Kommunistischen Partei Chinas der Autonomen Region Guangxi der Zhuang und war damit Stellvertreter der damaligen Sekretäre dieses Regionalkomitees, Chen Huiguang (1988 bis 1990) beziehungsweise Zhao Fulin (1990 bis 1994). Auf dem XIV. Parteitag der Kommunistischen Partei Chinas im Oktober 1992 wurde er Kandidat des Zentralkomitees (ZK der KPCh) und behielt diese Funktion bis September 1997. Während dieser Zeit war er zwischen 1993 und 1995 außerdem Vorsitzender des Volkskongresses der Autonomen Region Guangxi.
Liu war in der achten und neunten Legislaturperiode zwischen 1993 und 2003 Deputierter des Nationalen Volkskongresses. Im August 1994 übernahm er als Nachfolger von Wang Qun die Funktion als Sekretär des Parteikomitees der KPCh der Autonomen Region Innere Mongolei und behielt diese bis zum 4. Dezember 2001, woraufhin Chu Bo ihn ablöste. Zugleich bekleidete er zwischen 1997 und 1999 das Amt als Vorsitzender des Volkskongresses dieser Autonomen Region. Auf dem XV. Parteitag im September 1997 wurde er darüber hinaus Mitglied des ZK der KPCh und gehörte diesem Führungsgremium bis November 2002 an. Während der neunten Legislaturperiode des Nationalen Volkskongresses war er von 1998 bis 2003 Vizevorsitzender des Ausschusses für ethnische Angelegenheiten und bekleidete in der darauf folgenden zehnten Legislaturperiode als Nachfolger von Gao Dezhan zwischen März 2003 und seiner Ablösung durch Wang Yunlong im März 2008 die Funktion als Vorsitzender des Ausschusses für Landwirtschaft und ländliche Angelegenheiten.